# 방귀
방귀는 위창자길에서 항문을 통해 기체가 배출되는 것이다. 방귀는 위 또는 창자에서 생성되는 기체를 나타내는 의학 용어이다. 방귀의 일부는 삼킨 환경 공기일 수 있으므로, 방귀는 전적으로 위나 창자에서 생성되는 것은 아니다. 이 의학 분야에 대한 과학적 연구를 방귀학(flatology)이라고 한다.
방귀의 배출은 정상적인 신체 과정이다. 방귀는 직장으로 이동하여 창자의 근육에 의해 압력이 가해진다. 방귀를 뀌는 것은 정상적인 일이지만, 양과 빈도는 개인마다 크게 다르다. 방귀에서 분변 또는 불쾌한 냄새가 나는 것도 정상이며, 이는 강할 수 있다. 방귀와 흔히 관련된 소음은 바깥항문조임근과 큰볼기근에 의해 발생하며, 이들은 앙부슈어와 유사한 방식으로 함께 작용한다. 소리와 냄새 모두 당혹감, 짜증 또는 즐거움(방귀 유머)의 원인이 된다. 많은 사회에서는 방귀에 대한 금기가 있다. 따라서 많은 사람들은 방귀를 조용히 내보내거나 심지어 완전히 참기도 한다. 그러나 방귀를 오랫동안 창자 안에 참는 것은 건강에 좋지 않다.
방귀와 관련된 일반적인 증상으로는 복통, 팽만감 및 복부 팽창, 과도한 방귀량, 과도한 방귀 냄새, 방귀 실금 등이 있다. 또한 트림은 때때로 방귀의 주제에 포함된다. 과도하거나 악취가 나는 방귀는 과민 대장 증후군, 셀리악병 또는 젖당불내증과 같은 건강 문제의 징후일 수 있다.

## 용어
의학적이지 않은 용어의 정의는 "위와 창자에 기체가 차서 불편한 상태" 또는 "소화관에 기체가 과도한 상태"를 포함한다. 이러한 정의는 많은 사람들이 "팽만감", 복부 팽창 또는 방귀량 증가를 방귀와 동의어로 간주한다는 점을 강조한다. (기술적으로는 부정확하지만)

### 영어
구어체로, 방귀는 "farting", "pumping", "trumping", "blowing off", "pooting", "passing gas", "breaking wind", "backfiring", "tooting", "beefing" 또는 단순히 (미국 영어) "gas" 또는 (영국 영어) "wind"라고 불릴 수 있다. 파생된 용어로는 질방귀가 있는데, 이는 뀌프(queef)라고도 알려져 있다. 라임 속어에서는 blowing a raspberry (누군가에게)는 입으로 방귀 소리를 흉내 내는 것을 의미하며, 실제 또는 가장된 조롱을 나타낸다.

### 한국어
대한민국의 강원도, 경기도, 경상도, 전라도, 충청도와 조선민주주의인민공화국의 평안도에 살고 있는 사람들은 방귀를 방언으로 "방구"라고 말하기도 한다.

## 징후 및 증상
일반적으로 방귀와 관련된 네 가지 다른 유형의 불평이 있으며, 이는 개별적으로 또는 조합하여 나타날 수 있다.

### 팽만감 및 통증
환자들은 복부 팽창으로 인한 팽만감, 불편함으로 인한 통증을 호소할 수 있다. 과거에는 팽만감 증상을 유발하는 과민 대장 증후군과 같은 기능성 장 질환이 방귀 양의 증가에 기인한다고 생각되었다.
그러나 세 가지 중요한 증거가 이 이론을 반박한다. 첫째, 정상인에게서도 소장에 기체 주입 속도가 매우 높더라도(30 mL/min) 통증이나 팽만감을 호소하지 않고 방귀로 무해하게 배출된다. 둘째, 과민 대장 증후군 환자가 생산하는 총 기체량을 정량화하기 위한 연구(트림으로 입에서 배출되는 기체 포함)에서는 건강한 피험자와 비교하여 기체량 증가를 지속적으로 입증하지 못했다. 일부 과민 대장 증후군 환자에서는 생산되는 수소의 비율이 증가할 수 있지만, 이는 총량에 영향을 미치지 않는다. 셋째, 통증과 복부 팽창이 있는 과민 대장 증후군 환자가 생산하는 방귀량은 정상인에게서 통증을 유발하지 않고도 견딜 수 있는 수준이다.
자주 팽만감을 호소하는 환자들은 객관적인 복부 둘레 증가를 보이는 경우가 많으며, 이는 종종 하루 종일 증가하다가 잠을 자는 동안 해소된다. 둘레 증가와 총 방귀량이 증가하지 않는다는 사실은 팽만감을 호소하는 환자의 방귀 분포를 영상화하려는 연구로 이어졌다. 그들은 이러한 환자들에게서 기체가 정상적으로 분포되어 있지 않으며, 분절적인 기체 고임과 국소적인 팽창이 있음을 발견했다. 결론적으로, 복부 팽창, 통증 및 팽만감 증상은 방귀 생산량 증가보다는 비정상적인 방귀역학의 결과이다.

### 과도한 양
정상인의 방귀량은 24시간당 476~1,491 mL로 매우 다양하다. 모든 방귀는 삼킨 환경 공기, 식품 및 음료에 본질적으로 존재하는 기체, 또는 장 발효의 결과물이다.
음식과 음료를 섭취하는 동안 소량의 공기가 삼켜진다. 이는 트림을 통해 입으로 배출되며 정상적인 현상이다. 과도한 환경 공기 삼키기는 공기연하증이라고 불리며, 몇몇 사례 보고서에서 방귀량 증가의 원인으로 밝혀졌다. 그러나 이는 방귀량 증가의 드문 원인으로 간주된다. 식품 및 음료에 포함된 기체 또한 대부분 트림을 통해 배출된다(예: 탄산음료).
내인적으로 생성된 방귀 기체는 정상인의 방귀량의 74%를 차지한다. 생성되는 기체의 양은 부분적으로 장 미생물상의 구성에 따라 달라지는데, 이는 일반적으로 변화에 매우 강하지만 개인마다 매우 다르다. 일부 환자는 장 미생물상의 구성으로 인해 내인성 기체 생산 증가에 취약하다. 장 세균의 가장 큰 농도는 주름창자에 있으며, 작은창자는 일반적으로 거의 무균 상태이다. 발효는 흡수되지 않은 음식 잔여물이 주름창자에 도달할 때 발생한다.
그러므로 미생물상의 구성보다도 식단이 생산되는 방귀량을 결정하는 주된 요인이다. 주름창자에 도달하는 미소화 발효성 식품 잔여물의 양을 줄이는 것을 목표로 하는 식단은 생산되는 방귀량을 크게 줄이는 것으로 나타났다. 다시 말해, 방귀량 증가는 정상인에게 팽만감과 통증을 유발하지 않는다. 비정상적인 방귀역학은 총 방귀량이 많든 적든 통증, 팽창 및 팽만감을 유발할 것이다.

### 냄새
방귀는 냄새를 가지고 있지만, 일부 환자에서는 비정상적으로 증가하여 환자에게 사회적 고통을 유발할 수 있다. 방귀의 냄새 증가는 방귀와 관련된 다른 불평과는 다른 독특한 임상적 문제를 나타낸다. 일부 환자는 고약한 방귀 냄새에 과민증을 보일 수 있으며, 극단적인 형태에서는 후각 참조 증후군 진단이 내려질 수 있다. 최근의 비공식 연구에서는 방귀 냄새와 소리 크기, 습도 간의 상관관계가 발견되었다.

### 방귀 실금
"방귀 실금"은 방귀 배출에 대한 자발적인 통제력 상실로 정의될 수 있다. 이는 변실금의 인지된 하위 유형이며, 일반적으로 대변 조절 메커니즘의 경미한 장애와 관련이 있다. 일부는 방귀 실금을 변실금의 첫 번째이자 때로는 유일한 증상으로 간주한다.

## 원인
방귀는 다양한 양의 외인성 및 내인성 성분으로 구성된다. 외인성 기체는 음식을 먹거나 마실 때 삼켜지거나(공기연하증) 과도한 침 분비(메스꺼움이 발생하거나 위식도 역류병의 결과로 발생할 수 있음) 시 삼켜지는 양이 증가한다. 내인성 기체는 특정 종류의 음식물을 소화하는 부산물로 생성되거나, 지방변증의 경우와 같이 소화가 불완전하게 이루어져서 생성된다. 위 (해부학)나 작은창자에 의해 음식물이 불완전하게 소화되도록 하는 모든 것은 해당 물질이 큰창자에 도달했을 때, 소화계에 정상적으로 또는 비정상적으로 존재하는 효모나 원핵생물에 의한 발효로 인해 방귀를 유발할 수 있다.
방귀를 유발하는 음식은 일반적으로 특정 다당류, 특히 이눌린과 같은 올리고당이 풍부하다. 이러한 음식에는 두류, 렌즈콩, 유제품, 양파, 마늘, 파 (채소), 리크, 순무 (뿌리), 루타바가, 무, 고구마, 감자, 캐슈나무, 뚱딴지, 귀리, 밀, 그리고 빵의 효모가 포함된다. 콜리플라워, 브로콜리, 양배추, 방울양배추 및 배추속에 속하는 다른 배추과 채소들은 방귀를 증가시킬 뿐만 아니라 방귀의 강도를 높이는 것으로 널리 알려져 있다.
콩에서 내인성 기체는 포유류에 의한 소화에 특히 강하지만, 소화관에 서식하는 미생물(메테인 생성 고세균; 메타노브레비박터 스미티)에 의해 쉽게 소화되는 복합 올리고당(탄수화물)에서 발생하는 것으로 보인다. 이러한 올리고당은 작은창자를 거의 변형되지 않고 통과하며, 큰창자에 도달하면 세균이 이를 발효시켜 다량의 방귀를 생성한다.
과도하거나 불쾌한 냄새를 동반하는 방귀는 과민 대장 증후군, 셀리악병, 글루텐 민감증 또는 젖당불내증과 같은 건강 질환의 징후일 수 있다. 또한 이부프로펜, 완하제, 항진균제 또는 스타틴과 같은 특정 약물에 의해 발생할 수도 있다. 람블 편모충증과 같은 일부 감염도 방귀와 관련이 있다.
방귀의 원인에 대한 관심은 고고도 비행 및 유인 우주 비행에 의해 촉발되었다. 낮은 대기압, 밀폐된 환경, 그리고 이러한 노력에 특유한 스트레스가 우려의 원인이었다. 등반 분야에서 고고도 방귀 분출 현상은 200여 년 전에 처음 기록되었다.

## 기전

### 생산, 구성 및 냄새
방귀는 주로 위장관(GI)의 세균 발효, 특히 주름창자의 부산물로 생성된다. 공기연하증(과도한 공기 삼키기)이 과도한 방귀를 유발한다는 보고가 있지만, 이는 드문 것으로 간주된다.
방귀량의 99% 이상은 냄새 없는 기체로 구성되어 있다. 여기에는 산소, 질소, 이산화 탄소, 수소 및 메테인이 포함된다. 질소는 장에서 생성되지 않지만 환경 공기의 한 성분이다. 질소가 주로 구성된 과도한 방귀를 가진 환자는 공기연하증을 가지고 있다. 수소, 이산화탄소 및 메테인은 모두 장에서 생성되며 정상인 방귀량의 74%를 차지한다. 메테인과 수소는 가연성이 있으므로, 이들 성분이 충분히 포함된 방귀는 점화될 수 있다.
모든 사람이 메테인을 함유한 방귀를 생산하는 것은 아니다. 예를 들어, 성인 9명의 대변에 대한 한 연구에서는 5개 샘플만이 메테인을 생산할 수 있는 고세균을 함유하고 있었다. 인간 방귀에서 수소보다 메테인의 우세는 비만, 변비 및 과민 대장 증후군과 관련이 있을 수 있는데, 이는 수소를 메테인으로 산화시키는 고세균이 지방산 흡수 능력을 촉진하기 때문이다.
나머지 미량 성분(<1% 부피)은 방귀의 냄새에 기여한다. 역사적으로 인돌, 스카톨, 암모니아 및 단쇄 지방산과 같은 화합물이 방귀의 냄새를 유발한다고 생각되었다. 최근의 증거는 방귀 냄새의 주요 기여는 휘발성 황 화합물의 조합에서 비롯된다는 것을 증명한다. 황화 수소, 메테인싸이올(메탄티올이라고도 함), 다이메틸 설파이드, 다이메틸 다이설파이드 및 다이메틸 트라이설파이드가 방귀에 존재한다. 벤조피롤 휘발성 물질인 인돌과 스카톨은 나프탈렌 냄새가 나므로, 방귀의 특징적인 냄새에 크게 기여하지 않을 가능성이 높다.
한 연구에서 황화수소 농도는 방귀의 나쁜 냄새와 설득력 있게 상관관계가 있는 것으로 나타났으며, 다음으로 메테인싸이올과 다이메틸 설파이드가 뒤따랐다. 이는 황화수소가 가장 풍부한 휘발성 황 화합물일 수 있다는 사실에 의해 뒷받침된다. 이러한 결과는 방귀 생성을 자극하기 위해 강낭콩이 많은 식단을 섭취한 피험자로부터 얻어졌다.
다른 연구자들은 특정 식단 변경을 하지 않은 환자들의 방귀 냄새에 메테인싸이올이 가장 큰 기여를 했다고 보고한다. 이제 메테인싸이올, 다이메틸 설파이드, 그리고 황화수소(각각 썩은 채소, 불쾌하게 달콤한/야생 무, 썩은 달걀 냄새로 묘사됨)가 모두 사람의 방귀에 냄새 감지 역치 이상 농도로 존재한다는 것이 입증되었다.
식이 황 함유 아미노산 증가가 방귀 냄새를 현저히 증가시킨다는 것은 잘 알려져 있다. 따라서 방귀 냄새는 휘발성 황 화합물의 조합에 의해 생성되며, 비황 휘발성 물질의 기여는 미미할 가능성이 높다. 이 냄새는 또한 많은 수의 미생물 세균이나 직장에 똥이 존재함으로 인해 발생할 수도 있다. 단백질, 특히 황 함유 아미노산이 많은 식단은 방귀 냄새를 현저히 증가시키는 것으로 나타났다.

### 부피와 방귀역학
정상 방귀량은 24시간당 476~1491mL이다. 개인 간의 이러한 변동성은 식단에 크게 의존한다. 마찬가지로, 하루 방귀 횟수도 가변적이다. 정상 범위는 하루 8~20회로 제시된다. 아침에 일어났을 때 처음 뀌는 방귀의 양은 낮 동안의 방귀보다 현저히 크다. 이는 수면 중 결장에 방귀가 축적되거나, 깨어난 후 처음 몇 시간 동안의 연동 운동이 최고조에 달하거나, 직장 팽창이 방귀 통과율에 강한 추진 효과를 주기 때문일 수 있다. 이제 기체는 고체 및 액체와 독립적으로 장을 따라 이동하며, 이 이동은 누워 있을 때보다 서 있는 자세에서 더 효율적이라는 것이 알려져 있다. 많은 양의 방귀는 낮은 저항을 나타내며, 장 긴장, 용량, 근위 수축 및 원위 이완의 미묘한 변화에 의해 추진될 수 있다고 생각된다. 이 과정은 고체 및 액체 내강 내용물에 영향을 미치지 않는다고 생각된다.
항문관의 감각 신경 말단의 역할에 대해 조사한 연구자들은 항문에서 액체를 보유하는 데 필수적이지 않다는 것을 발견했으며, 대신 그들의 역할이 방귀와 대변을 구별하여 배변의 필요성을 감지하거나 배변의 끝을 알리는 데 도움이 될 수 있다고 추측한다.
소리는 기체의 양, 공기가 밀려 나가는 구멍의 크기(이는 조임근 근육의 긴장 상태에 영향을 받음), 밀려나가는 기체의 힘 (물리학) 또는 속도, 그리고 기체가 삼킨 공기로 인해 발생했는지 여부와 같은 다른 요인에 따라 달라진다. 인간의 경우 방귀는 기침이나 재채기 또는 오르가즘 중에 우발적으로 발생하기도 한다. 다른 경우에는 직장을 긴장시키거나 위 또는 장 근육에 "힘을 주어" 항문 조임근을 이완시켜 방귀를 배출함으로써 자발적으로 방귀를 유발할 수 있다.

## 관리
방귀 문제는 여러 가지(때로는 복합적인) 불만으로 나타나므로, 관리는 원인과 관련이 있다.

### 통증 및 팽만감
방귀 자체의 생성에는 영향을 미치지 않지만, 표면장력을 낮추는 계면활성제는 기체의 액체 및 고체 변으로의 용해를 도와 방귀와 관련된 불쾌한 감각을 줄일 수 있다. 시메티콘을 함유한 제제는 작은 기포들을 더 큰 기포로 합쳐 몸에서 더 쉽게 배출되도록(트림 또는 방귀로) 촉진함으로써 작용한다고 알려져 있다. 이러한 제제는 결장에서 생성되거나 배출되는 총 기체량을 줄이지는 않지만, 기포를 더 크게 만들어 더 쉽게 배출되도록 한다.
운동촉진제, 루비프로스톤, 항생제 및 프로바이오틱스를 포함한 다른 약물들도 과민 대장 증후군과 같은 기능성 장 질환 환자의 팽만감을 치료하는 데 사용되며, 이러한 조치들이 증상을 줄일 수 있다는 일부 증거가 있다.
직장에 삽입된 유연한 튜브를 사용하여 방귀 주머니에 방귀를 수집할 수 있다. 이 방법은 환자가 정상적으로 기체를 배출할 수 없는 경우 병원에서 간혹 필요하다.

### 부피
방귀량을 줄이는 한 가지 방법은 발효성 탄수화물 섭취량을 줄이는 식이요법을 하는 것이다. 이것이 저포드맵식 (발효성 올리고당, 이당류, 단당류, 알코올 및 폴리올이 적은 식단)과 같은 식단의 이론적 근거이다.
감자, 옥수수, 국수, 밀을 포함한 대부분의 녹말은 큰창자에서 분해되면서 기체를 생성한다. 콩을 발효시켜 기체 유발을 줄이거나, 이전 배치에서 남은 액체에 끓여서 방귀를 줄일 수 있다. 예를 들어, 발효 콩 제품인 미소 (음식)는 방귀를 덜 생성할 가능성이 있다. 일부 협과류는 또한 장시간 조리에 견딜 수 있으며, 이는 올리고당을 단순당으로 분해하는 데 도움이 될 수 있다. 락토바실루스 카제이 및 락토바실루스 플란타룸과 같은 발효성 젖산균은 인체 장관에서 방귀를 줄인다.
프로바이오틱(살아있는 요구르트, 케피르 등)은 정상적인 장내 세균총의 균형을 회복하는 데 사용될 때 방귀를 줄이는 것으로 알려져 있다. 살아있는(생체 활성) 요구르트에는 다른 젖산균 중에서도 락토바실루스 아시도필루스가 포함되어 있어 방귀를 줄이는 데 유용할 수 있다. L. 아시도필루스는 장 환경을 더 산성으로 만들어 발효 과정의 자연적인 균형을 지지할 수 있다. L. 아시도필루스는 보충제로도 구매할 수 있다. 일반적으로 소화되지 않는 올리고당인 프리바이오틱스는 젖당불내증과 유사한 방식으로 방귀를 증가시키는 경향이 있다.
소화 효소 보충제는 특정 식품 성분이 신체에 의해 소화되지 않아 작은 창자와 큰 창자에 미생물 작용을 촉진함으로써 발생하는 방귀의 양을 크게 줄일 수 있다. 특정 복합당을 소화할 수 있는 알파-갈락토시다제 효소가 방귀의 양과 빈도를 줄이는 데 효과적이라고 제안되었다. 효소 알파-갈락토시다제, 락테이스, 아밀레이스, 라이페이스, 단백질분해효소, 셀룰레이스, 글루코아밀레이스, 인버테이스, 맥아 다이아스테이스, 펙티나제, 그리고 브로멜린은 개별적으로 또는 복합 혼합물로 상업 제품에서 구할 수 있다.
E. 콜리에 의해 발생하는 설사를 치료하는 데 자주 사용되는 항생제 리팍시민은 방귀 생성과 방귀 발생 빈도를 모두 줄일 수 있다.

### 냄새
비스무트
방귀에서 나는 냄새는 흔히 데브롬(Devrom)이라는 이름으로 판매되는 서브갈산 비스무트로 치료된다. 서브갈산 비스무트는 일반적으로 장루 수술, 비만 수술, 변실금 및 과민 대장 증후군을 겪은 환자들이 사용한다. 비스무트 서브살리실산염은 황화수소를 결합하는 화합물이며, 한 연구에서는 비스무트 서브살리실산염 524 mg을 하루 네 번 3~7일 동안 투여하면 사람과 쥐 모두에서 대변 황화수소 방출이 95% 이상 감소한다고 보고했다.
또 다른 비스무트 화합물인 질산 비스무트도 황화수소와 결합하는 것으로 나타났다. 또 다른 연구에서는 비스무트가 다양한 항생제와 시너지 효과를 내어 황산염 환원 장 세균과 황화물 생성을 억제하는 것으로 나타났다. 일부 저자는 황화수소가 궤양성 대장염 발병과 관련이 있으며 비스무트가 이 질환 관리에 도움이 될 수 있다는 이론을 제안했다. 그러나 쥐에게 비스무트를 투여해도 황화수소 생성이 감소했음에도 불구하고 궤양성 대장염 발병을 막지 못했다. 또한, 증거에 따르면 결장 황화수소는 주로 철 및 기타 금속의 황화물과 같은 결합된 형태로 존재한다. 드물게, 고용량에서 심각한 비스무트 독성이 발생할 수 있다.
활성탄
다양한 소화기 불만에 대한 고대 치료법임에도 불구하고, 활성탄은 총 방귀량이나 황 함유 기체 배출량을 줄이지 못했으며, 복부 증상도 감소하지 않았다 (0.52 g 활성탄을 하루 4회 1주일 동안 복용 후). 저자들은 장 통과 중 숯 결합 부위의 포화가 그 이유라고 제안했다. 추가 연구에서는 활성탄(4 g)이 체외 또는 체내에서 기체 형성에 영향을 미치지 않는다고 결론지었다. 다른 저자들은 활성탄이 효과적이라고 보고했다. 8마리의 개를 대상으로 한 연구에서는 활성탄(알 수 없는 경구 투여량)이 황화수소 수치를 71% 감소시켰다고 결론지었다. 유카 시디게라 및 아세트산 아연과 병용했을 때, 이는 황화수소 감소율을 86%로 증가시켰지만, 방귀량과 횟수는 변하지 않았다. 초기 연구에서는 활성탄(알 수 없는 경구 투여량)이 기체 생성 식사 후에 일반적으로 발생하는 방귀 횟수의 큰 증가와 호흡 수소 농도의 증가를 막았다고 보고했다.
의류 및 외부 장치
1998년, 푸에블로 (콜로라도주)의 체스터 "벅" 와이머는 교체 가능한 숯 필터가 포함된 최초의 속옷에 대한 특허를 받았다. 이 속옷은 공기가 새지 않고 숯 필터를 삽입할 수 있는 주머니가 있는 탈출구를 제공한다. 2001년 와이머는 그의 발명으로 이그 노벨상 생물학 부문을 수상했다.
비슷한 제품이 2002년에 출시되었지만, 속옷 전체가 아닌 팬티 라이너와 유사한 활성탄이 포함된 삽입물을 소비자가 구매할 수 있다. 발명가인 밀리라니의 마이라 코난트와 브라이언 코난트는 자신들의 웹사이트에서 2002년 (체스터 와이머가 자신의 제품에 대한 특허를 출원한 지 4년 후)에 속옷 제품을 발견했다고 주장하지만, 자신들의 시험 결과 삽입물을 출시해야 한다고 "결론" 내렸다고 명시하고 있다.

### 실금
기체의 실금은 기체가 비자발적으로 배출되는 것으로, 변실금의 한 종류이며 유사하게 관리된다.

## 사회 및 문화

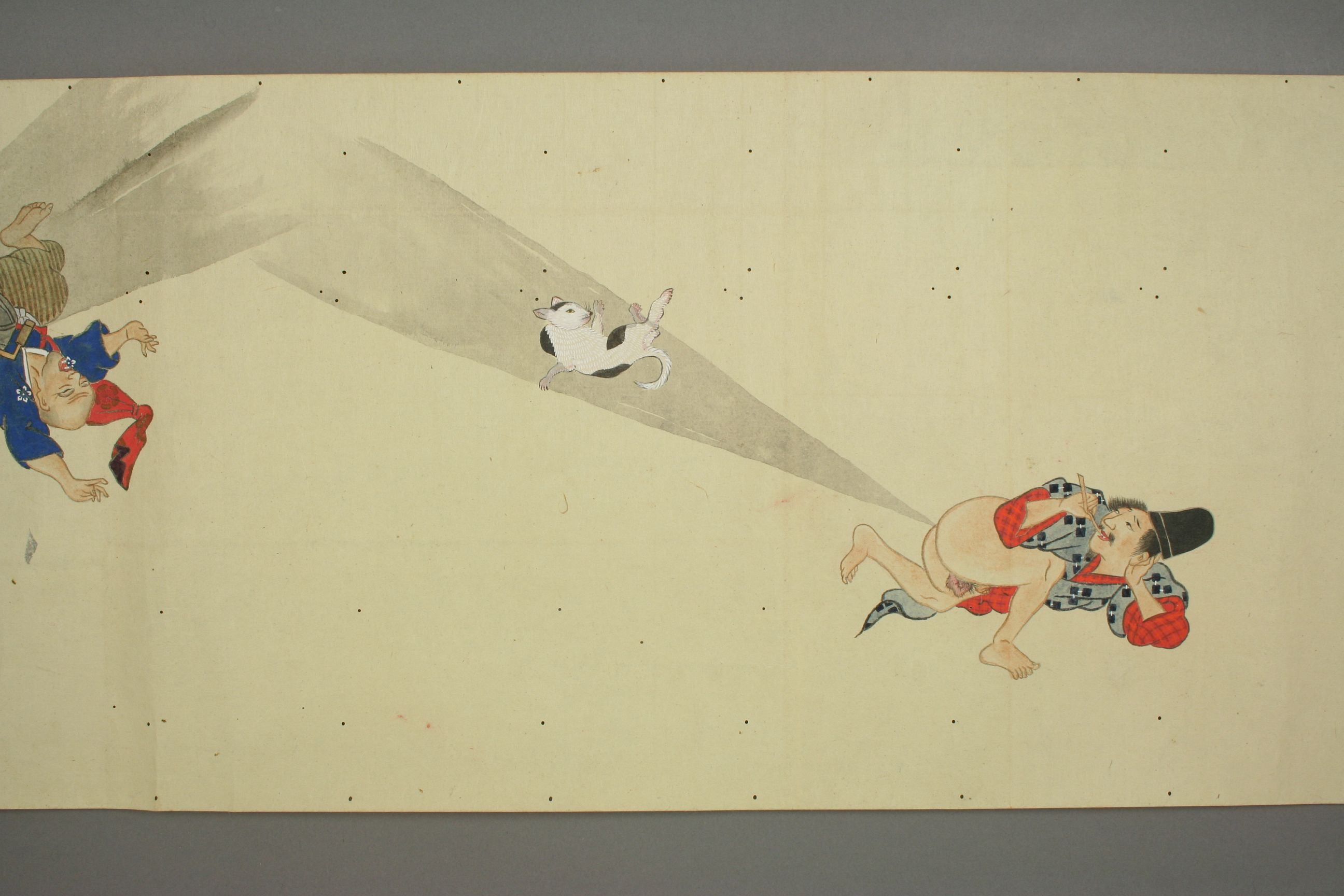
헤가센 (부분), 에도 시대 일본의 방귀 전투를 묘사한 그림 두루마리

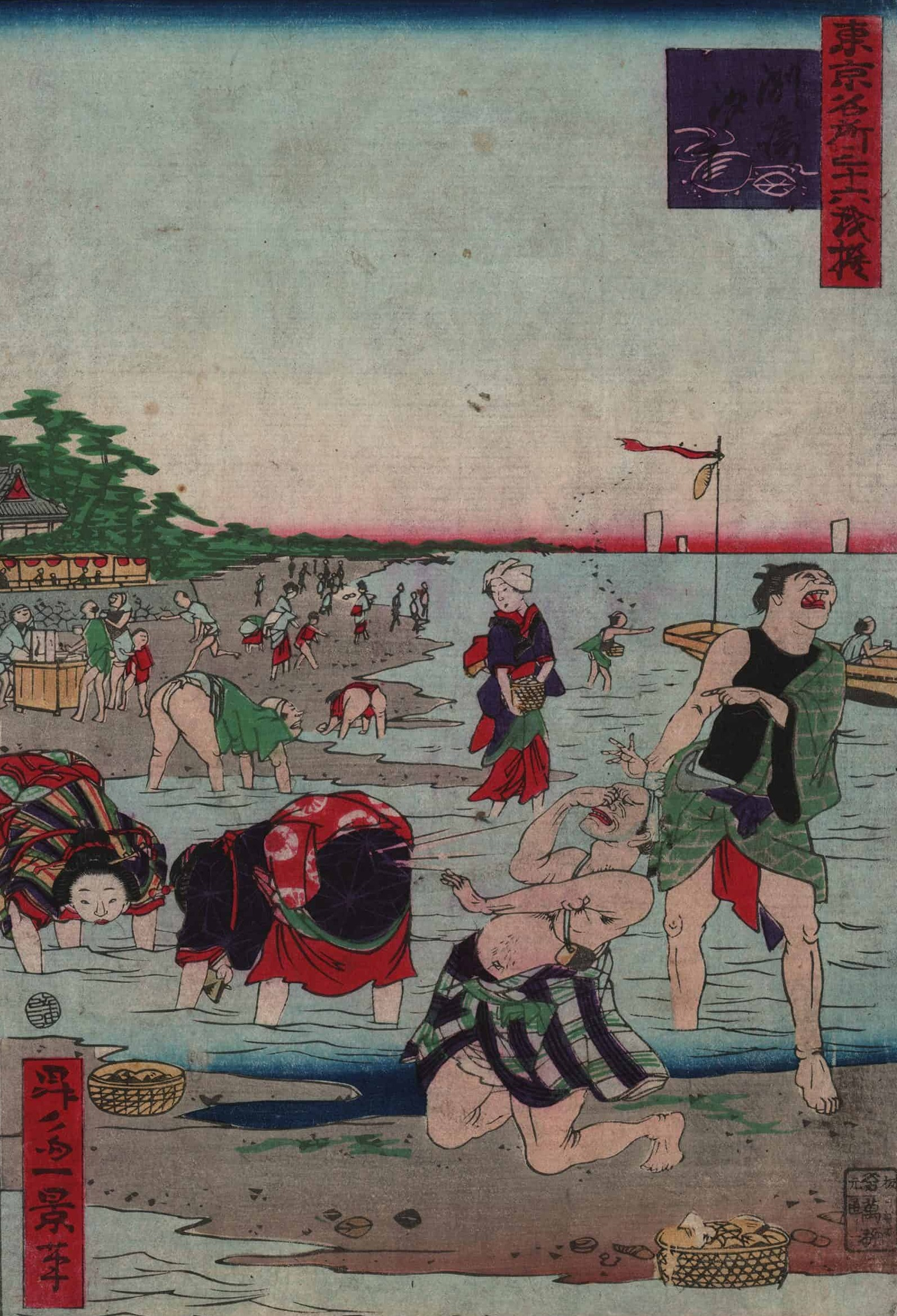
방귀 유머를 이용한 일본의 우키요에 판화

많은 문화에서 공공장소에서의 방귀는 당혹스러운 일로 여겨지지만, 상황에 따라서는 유머러스하게 여겨질 수도 있다. 사람들은 종종 정중한 자리에서 방귀를 참으려 애쓰거나, 소리를 내지 않거나 숨기기 위해 자세를 취하기도 한다. 다른 문화권에서는 기침하는 것보다 더 당혹스럽지 않을 수도 있다.
일부 문화권에서 방귀 뀌는 행위는 공공장소에서 불운한 일로 일반적으로 간주되지만, 비공식적인 상황, 특히 어린이들 사이에서는 농담에 대한 유머러스한 보충제("내 손가락 당겨봐") 또는 그 자체로 코믹한 활동으로 사용될 수 있다. 오락과 대중 매체에서 방귀 기반 유머의 사회적 수용도는 시간과 문화에 따라 다양하다. 충분한 수의 연예인들이 자신의 방귀를 사용하여 공연을 펼쳐 방귀꾼이라는 용어가 생겨났다. 방귀 방석은 방귀 소리를 흉내 내기 위해 20세기 초에 발명된 장난감이다. 2008년에는 아이폰용 방귀 앱이 하루에 거의 1만 달러를 벌어들였다.
존 그레고리 버크는 1890년대에 터치 우드(Touch Wood)라는 방귀 놀이를 기록했다. 20세기 미국에서는 세이프티(Safety)로 알려졌으며, 2011년 현재에도 어린이들이 이 놀이를 하고 있다.
2011년 1월, 말라위 법무부 장관 조지 차폰다는 공기 오염 법안이 그의 나라에서 공공 "방귀"를 불법으로 만들 것이라고 말했다. 이 이야기를 보도하면서 언론은 차폰다의 발언을 언어유희적인 제목으로 풍자했다. 나중에 장관은 자신의 발언을 철회했다.

### 환경적 영향

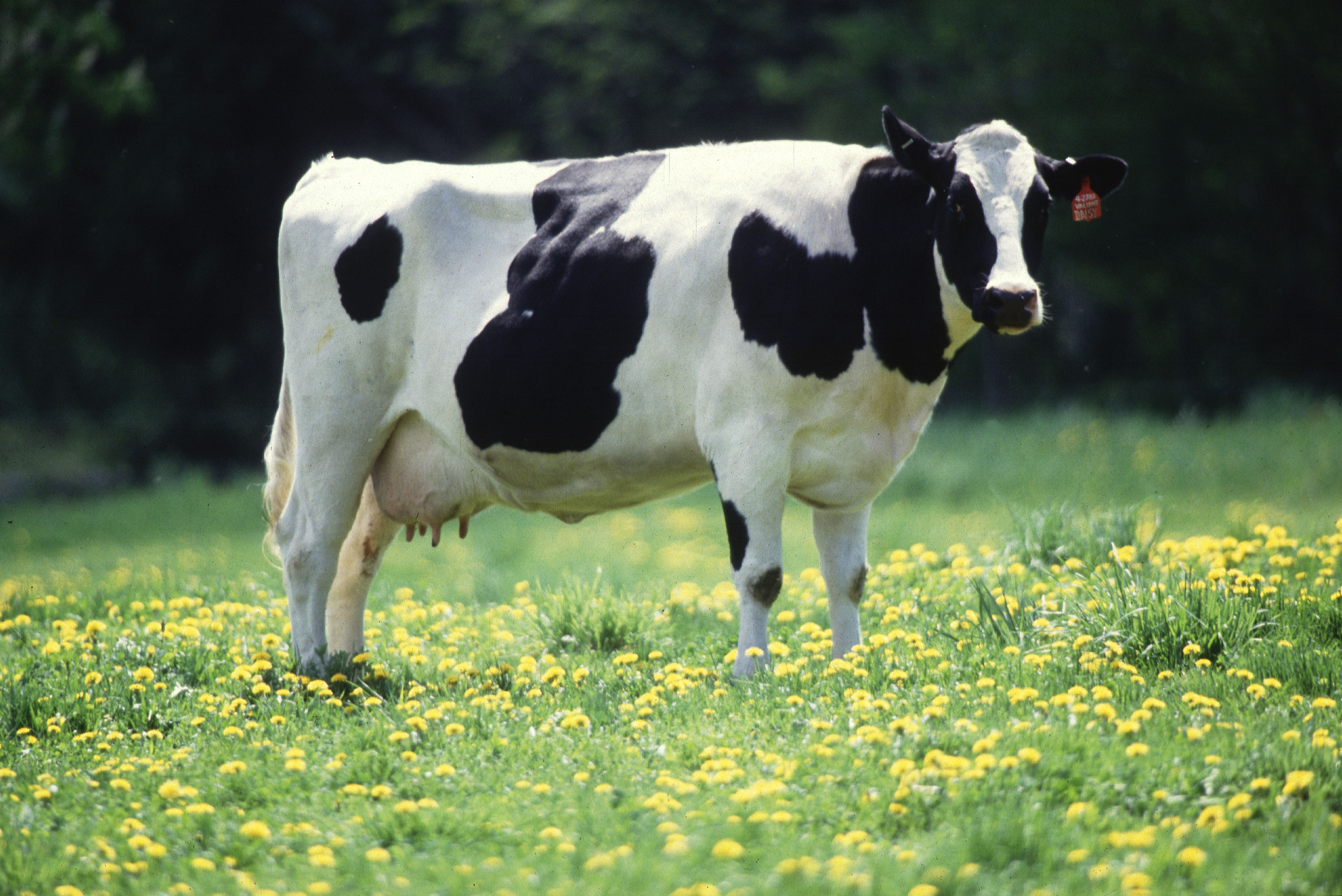
소의 방귀는 소의 메테인 배출량 중 극히 일부에 불과하다(약 1/20). 소는 소화기 계통의 생리로 인해 메테인을 트림하기도 한다.

방귀는 종종 온실 기체의 주요 원인으로 지목되는데, 이는 가축이 배출하는 메테인이 방귀에 포함되어 있다는 잘못된 믿음 때문이다. 가축이 전 세계 메테인 배출량의 약 20%를 차지하지만, 그 중 90-95%는 호흡 또는 트림을 통해 배출된다. 소의 경우 가스와 트림은 소의 소화계 내부에 사는 메테인 생성 미생물인 메테인 생성균에 의해 생성된다. 소의 메테인 생산을 줄이기 위한 제안에는 오레가노와 바닷말과 같은 보충제 공급, 그리고 메테인 생산을 줄이기 위한 장내 미생물 유전 공학 등이 포함된다.
뉴질랜드는 많은 양의 농산물을 생산하기 때문에 다른 온실 가스원에 비해 가축으로부터의 메테인 배출량이 더 높은 독특한 위치에 있다. 뉴질랜드 정부는 교토 의정서 서명국이므로 온실가스 배출량을 줄이려고 노력한다. 이를 달성하기 위해 농업 배출 연구 부담금이 제안되었는데, 이는 곧 "방귀세" 또는 "방귀세"로 알려지게 되었다. 이는 농부, 농업 로비 단체 및 야당 정치인들의 반대에 부딪혔다.

### 엔터테인먼트
자발적으로 방귀를 뀌는 능력에 대한 역사적인 언급은 아우구스티노 성인의 하느님의 도성 (서기 5세기)에서 일찍이 관찰되었다. 아우구스티노는 "원할 때 아무 악취 없이 항문에서 리드미컬한 소리를 내어 마치 그곳에서도 음악을 만드는 것처럼 보이는 사람들"을 언급한다. 의도적인 방귀 배출과 이를 다른 사람들을 위한 오락으로 사용하는 것은 중세 및 그 이후 문헌, 프랑수아 라블레를 포함한 문헌에서 언급된 바에 따르면 근세 유럽에서 어느 정도 잘 알려져 있었던 것으로 보인다.
르 페토만("방귀 천재")은 19세기 프랑스의 유명한 공연가로, 그 이전의 많은 방귀꾼들과 마찬가지로 방귀 흉내를 내고 쇼를 열었다. 오늘날 공연가 미스터 메테인은 르 페토만의 전통을 이어가고 있다. 또한, 2002년 소설 영화 썬더팬츠는 태어날 때부터 지속적인 방귀 문제를 가진 패트릭 스매시라는 소년을 중심으로 전개된다.
1970년대 이후, 방귀는 특히 브레이징 새들스 및 스쿠비 두와 같은 코미디 영화에서 점점 더 많이 등장하고 있다.
인기 있는 성인 애니메이션 시리즈 사우스 파크에서 등장인물들은 때때로 "테렌스와 필립 쇼"라는 쇼 속의 쇼를 시청하는데, 이 쇼의 유머는 주로 방귀를 중심으로 한다.

## 개인 경험
사람들은 다른 사람의 방귀 냄새를 불쾌하게 여기지만, 자신의 방귀 냄새에는 동요하지 않으며 심지어 즐기기도 한다. 이 주제에 대한 연구는 거의 없지만, 왜 이런 현상이 일어나는지에 대한 몇 가지 추측이 제기되었다. 예를 들어, 이 현상에 대한 한 가지 설명은 사람들이 자신의 방귀 냄새에 매우 익숙하며, 자연에서 생존하려면 이질적인 냄새를 감지하고 반응하는 것이 중요할 수 있다는 것이다.
일부 사람들은 방귀 페티시인 에프로크토필리아를 가지고 있으며, 기체의 소리, 기체 냄새, 기체의 느낌, 이 세 가지 중 일부 조합 또는 세 가지 모두에서 성적 만족과 기쁨을 찾는다.

## 같이 보기
- 방귀약
- 겨드랑이 방귀
- 꾸르륵거림
- 에프로크토필리아
- 방귀불붙이기
- 방귀 유머
- 우리가 뀌는 방귀
- 사우스 파크의 등장인물 목록#테렌스와 필립
- 고장 (의학)
- 방귀 (단어)

### 인용
1. ↑  〈Medical Dictionary: Flatus〉. 《메리엄-웹스터》. 2015년 8월 24일에 확인함.
2. 1 2 3 4 5 6 7 8 9  Tangerman, Albert (2009년 10월 1일). 《Measurement and biological significance of the volatile sulfur compounds hydrogen sulfide, methanethiol and dimethyl sulfide in various biological matrices》. 《크로마토그래피 B 저널》 877. 3366–77쪽. doi:10.1016/j.jchromb.2009.05.026. PMID 19505855.
3. ↑  wikihow.com, retrieved 19 February 2023.
4. ↑  soranews.com, retrieved 19 February 2023.
5. ↑  Wynne-Jones, G. (1975). 《Flatus retention is the major factor in diverticular disease》. 《Lancet》 2. 211–212쪽. doi:10.1016/s0140-6736(75)90677-7. ISSN 0140-6736. PMID 51965. S2CID 9443068.
6. ↑  'Let your flatulence fly, scientists urge passengers', retrieved 7 March 2023, based upon Flatulence on airplanes: just let it go
7. ↑  Parveen Kumar; Michael L. Clark, 편집. (2005). 《Kumar & Clark Clinical Medicine》 6판. Edinburgh: Saunders. 266쪽. ISBN 0702027634.
8. 1 2  “Flatulence”. NHS. 2017년 12월 12일.
9. ↑  “trump”. 《Oxford English Dictionary》. 2017년 6월 23일에 원본 문서에서 보존된 문서.
10. 1 2 3 4 5 6 7  Azpiroz, F (2005년 7월 1일). 《Intestinal gas dynamics: mechanisms and clinical relevance》. 《장 (저널)》 54. 893–95쪽. doi:10.1136/gut.2004.048868. PMC 1774596. PMID 15951528.
11. ↑  King, TS; Elia, M; Hunter, JO (1998년 10월 10일). 《Abnormal colonic fermentation in irritable bowel syndrome》. 《란셋》 352. 1187–9쪽. doi:10.1016/S0140-6736(98)02146-1. PMID 9777836. S2CID 1750363.
12. ↑  Bailey, J; Carter, NJ; Neher, JO (2009년 6월 15일). 《FPIN's Clinical Inquiries: Effective management of flatulence》. 《미국 가정의》 79. 1098–100쪽. PMID 19530642.
13. ↑  Brain, Monkey (2020년 10월 8일). “Bimodal Farts”. 《The Invisible College of Experimental Flatology》.
14. ↑  Bruce G. Wolff; James W. Fleshman; David E. Beck; John H. Pemberton; Steven D. Wexner, 편집. (2007), 《The ASCRS textbook of colon and rectal surgery》, New York: Springer Publishing, ISBN 978-0-387-24846-2
15. 1 2  “Gas in the Digestive Tract”. 국립 당뇨병 소화기신장 질환 연구소. 2015년 8월 13일에 원본 문서에서 보존된 문서. 2015년 8월 24일에 확인함.
16. ↑  “Flatulence: Causes, remedies, and complications”. 《Medical News Today》. 2018년 4월 17일에 확인함.
17. ↑  “Paleo Foods: Brassicas (and not Just the Ones you Know) | Paleo Leap”. 《Paleo Leap | Paleo diet Recipes & Tips》. 2014년 9월 14일. 2018년 4월 17일에 확인함.
18. 1 2  McGee, Harold (1984). 《On Food and Cooking》. 스크리브너. 257–58쪽. ISBN 0-684-84328-5.
19. ↑  Czaja-Bulsa G (Apr 2015). 《Non coeliac gluten sensitivity – A new disease with gluten intolerance》. 《Clin Nutr》 (Review) 34. 189–94쪽. doi:10.1016/j.clnu.2014.08.012. PMID 25245857.
20. ↑  Flanagan PA (1992). 《Giardia – diagnosis, clinical course and epidemiology: A review》. 《역학 및 감염》 109. 1–22쪽. JSTOR 3863897. PMC 2272232. PMID 1499664.
21. 1 2  Tomlin, J; Lowis, C; Read, NW (June 1991). 《Investigation of normal flatus production in healthy volunteers》. 《장 (저널)》 32. 665–669쪽. doi:10.1136/gut.32.6.665. PMC 1378885. PMID 1648028.
22. ↑  Hemmink, GJ; Weusten, BL; Bredenoord, AJ; Timmer, R; Smout, AJ (October 2009). 《Aerophagia: excessive air swallowing demonstrated by esophageal impedance monitoring》. 《임상 위장병학 및 간장병학》 7. 1127–29쪽. doi:10.1016/j.cgh.2009.06.029. PMID 19602452.
23. 1 2 3 4  Levitt, MD; Furne, J; Aeolus, MR; Suarez, FL (November 1998). 《Evaluation of an extremely flatulent patient: case report and proposed diagnostic and therapeutic approach》. 《미국 위장병학 저널》 93. 2276–81쪽. doi:10.1111/j.1572-0241.1998.00635.x. PMID 9820415. S2CID 20991299.
24. ↑  Suarez, F; Furne, J; Springfield, J; Levitt, M (May 1997). “Insights into human colonic physiology obtained from the study of flatus composition”. 《American Journal of Physiology》 272 (5 Pt 1): G1028–33. doi:10.1152/ajpgi.1997.272.5.G1028. PMID 9176210.
25. ↑  Mercer, Bobby (2009년 4월 18일). 《How Do You Light a Fart?: And 150 Other Essential Things Every Guy Should Know about Science》. 아담스 미디어. 71쪽. ISBN 9781440519871. 2014년 10월 2일에 확인함.
26. ↑  Miller TL; Wolin MJ; de Macario EC; Macario AJ (1982). 《Isolation of Methanobrevibacter smithii from human faeces》. 《응용 및 환경 미생물학》 43. 227–32쪽. Bibcode:1982ApEnM..43..227M. doi:10.1128/AEM.43.1.227-232.1982. PMC 241804. PMID 6798932.
27. ↑  Pimentel, Mark; Robert P Gunsalus; Satish SC Rao; Husen Zhang (2012). 《Methanogens in Human Health and Disease》. 《미국 위장병학 저널 보충판》 1. 28–33쪽. doi:10.1038/ajgsup.2012.6.
28. ↑  Suarez, FL; Springfield, J; Levitt, MD (July 1998). 《Identification of gases responsible for the odour of human flatus and evaluation of a device purported to reduce this odour》. 《장 (저널)》 43. 100–04쪽. doi:10.1136/gut.43.1.100. PMC 1727181. PMID 9771412.
29. ↑  Read, M. G.; Read, N. W. (1982). 《Role of anorectal sensation in preserving continence》. 《장 (저널)》 23. 345–47쪽. doi:10.1136/gut.23.4.345. PMC 1419736. PMID 7076012.
30. ↑  Totten, Sanden (2017년 2월 28일). “There is physics in every fart”. 《WHYY》. 2024년 2월 22일에 확인함.
31. ↑  Shiffer, Emily J. (2018년 1월 2일). “Fart Noises: Why Some Farts Are Silent and Others Are Loud”. 《Men's Health》. 2024년 2월 22일에 확인함.
32. ↑  Cavallari, Paolo; Bolzoni, Francesco; Esposti, Roberto; Bruttini, Carlo (2017년 9월 27일). 《Cough-Anal Reflex May Be the Expression of a Pre-Programmed Postural Action》. 《Frontiers in Human Neuroscience》 11. 475쪽. doi:10.3389/fnhum.2017.00475. PMC 5624195. PMID 29021750.
33. 1 2  Brecević L, Bosan-Kilibarda I, Strajnar F (1994). 《Mechanism of antifoaming action of simethicone》. 《응용 독성학 저널》 14. 207–11쪽. doi:10.1002/jat.2550140311. PMID 8083482. S2CID 7453218.
34. ↑  Schmulson, M; Chang, L (May 2011). 《Review article: the treatment of functional abdominal bloating and distension》. 《소화기 약리학 및 치료학》 33. 1071–86쪽. doi:10.1111/j.1365-2036.2011.04637.x. PMID 21488913. S2CID 20718176.
35. ↑  “Flatus tube”. 《Gastro Training》. 2016년 4월 3일에 확인함.
36. ↑  Staudacher, HM; Whelan, K; Irving, PM; Lomer, MC (October 2011). 《Comparison of symptom response following advice for a diet low in fermentable carbohydrates (FODMAPs) versus standard dietary advice in patients with irritable bowel syndrome》. 《인간 영양 및 식이요법 저널》 24. 487–95쪽. doi:10.1111/j.1365-277X.2011.01162.x. PMID 21615553.
37. ↑  “Study shows secret to gas-free beans”. 2006년 4월 26일. 2006년 5월 2일에 원본 문서에서 보존된 문서. 2007년 9월 10일에 확인함.
38. ↑  Rubin, Jordan S.; Joseph Brasco (2003). 《Restoring Your Digestive Health》. Kensington Books. ISBN 978-0758202826.
39. ↑  Ganiats TG; Norcross WA; Halverson AL; Burford PA; Palinkas LA (1994). 《Does Beano prevent gas? A double-blind crossover study of oral alpha-galactosidase to treat dietary oligosaccharide intolerance》. 《가정 의학 저널》 39. 441–45쪽. PMID 7964541.
40. ↑  Di Stefano M; Strocchi A; Malservisi S; Veneto G; Ferrieri A; Corazza GR (2000). 《Non-absorbable antibiotics for managing intestinal gas production and gas-related symptoms》. 《소화기 약리학 및 치료학》 14. 1001–08쪽. doi:10.1046/j.1365-2036.2000.00808.x. PMID 10930893. S2CID 19613386.
41. ↑  Turnbull G (2005). 《The Ostomy Files:The Issue of Oral Medications and a Fecal Ostomy》. 《장루 상처 관리》 51. 14–16쪽. 2019년 9월 22일에 원본 문서에서 보존된 문서. 2019년 9월 22일에 확인함.
42. ↑  “Colostomy Guide”. 2006년 1월 4일. 2007년 9월 22일에 원본 문서에서 보존된 문서. 2007년 9월 10일에 확인함.
43. ↑  Suarez, F.L.; Furne, J.K.; Springfield, J.R.; Levitt, M.D. (1998). 《Bismuth subsalicylate markedly decreases hydrogen sulfide release in the human colon》. 《위장병학》 114. 923–29쪽. doi:10.1016/S0016-5085(98)81700-9. PMID 9558280.
44. ↑  Levitt, MD; Springfield, J; Furne, J; Koenig, T; Suarez, FL (April 2002). 《Physiology of sulfide in the rat colon: use of bismuth to assess colonic sulfide production》. 《응용 생리학 저널》 92. 1655–60쪽. doi:10.1152/japplphysiol.00907.2001. PMID 11896034. S2CID 37217656.
45. ↑  Ohge, H; Furne, JK; Springfield, J; Sueda, T; Madoff, RD; Levitt, MD (2003년 11월 7일). 《The effect of antibiotics and bismuth on fecal hydrogen sulfide and sulfate-reducing bacteria in the rat》. 《FEMS 미생물학 편지》 228. 137–42쪽. doi:10.1016/s0378-1097(03)00748-1. PMID 14612249.
46. 1 2  Furne, JK; Suarez, FL; Ewing, SL; Springfield, J; Levitt, MD (July 2000). 《Binding of hydrogen sulfide by bismuth does not prevent dextran sulfate-induced colitis in rats》. 《소화기 질환 및 과학》 45. 1439–43쪽. doi:10.1023/A:1005580709390. PMID 10961726. S2CID 740767.
47. ↑  Gordon, MF; Abrams, RI; Rubin, DB; Barr, WB; Correa, DD (March 1995). 《Bismuth subsalicylate toxicity as a cause of prolonged encephalopathy with myoclonus》. 《운동 장애 (저널)》 10. 220–22쪽. doi:10.1002/mds.870100215. PMID 7753066. S2CID 11723220.
48. ↑  Suarez, FL; Furne, J; Springfield, J; Levitt, MD (January 1999). 《Failure of activated charcoal to reduce the release of gases produced by the colonic flora》. 《미국 위장병학 저널》 94. 208–12쪽. doi:10.1111/j.1572-0241.1999.00798.x. PMID 9934757. S2CID 20729051.
49. ↑  Potter, T; Ellis, C; Levitt, M (March 1985). 《Activated charcoal: in vivo and in vitro studies of effect on gas formation》. 《위장병학 (저널)》 88. 620–24쪽. doi:10.1016/0016-5085(85)90129-5. PMID 3917957.
50. ↑  Giffard, CJ; Collins, SB; Stoodley, NC; Butterwick, RF; Batt, RM (2001년 3월 15일). 《Administration of charcoal, Yucca schidigera, and zinc acetate to reduce malodorous flatulence in dogs》. 《미국 수의학 협회 저널》 218. 892–96쪽. doi:10.2460/javma.2001.218.892. PMID 11294313.
51. ↑  Hall RG, Jr; Thompson, H; Strother, A (March 1981). 《Effects of orally administered activated charcoal on intestinal gas》. 《미국 위장병학 저널》 75. 192–96쪽. PMID 7015846.
52. ↑  Weimer, Chester (1997년 1월 14일). “악취 나는 방귀 필터가 있는 보호 속옷”. 2013년 10월 7일에 원본 문서에서 보존된 문서. 2007년 7월 27일에 확인함.
53. ↑  “2001년 이그 노벨상 수상자”. February 25, 2011에 원본 문서에서 보존된 문서. June 22, 2010에 확인함.
54. ↑  Conant, Brian J.; Myra M. Conant (2001년 11월 6일). “방귀 탈취제”. 2013년 10월 7일에 원본 문서에서 보존된 문서. 2007년 9월 10일에 확인함.
55. ↑  “발명가에 대하여”. Flat-D Innovations Inc. 2007년 9월 10일에 확인함.
56. ↑  Dawson, Jim (1999). 《Who Cut the Cheese? A Cultural History of the Fart》. Berkeley, California: Ten Speed Press.
57. ↑  Chen, Brian X. (2008년 12월 24일). “아이폰 방귀 앱, 하루에 1만 달러 벌어들여”. 《와이어드 뉴스》.
58. 1 2  피실록, 다이애나 (2011년 6월 8일). “펜실베이니아 주립대 교수의 방귀 에세이가 상을 받다”. 《더 패트리엇-뉴스》 (해리스버그, 펜실베이니아). 2011년 12월 28일에 확인함. 트레버 블랭크 [...] 펜실베이니아 소년들이 "세이프티"라는 방귀 놀이를 하는 것을 발견했는데, 이는 블랭크가 어릴 때 메릴랜드에서 했던 것과 같은 것이고, 존 버크가 1890년대에 "터치 우드"라고 불렸을 때 기록했던 것과 같은 놀이였다. 기본적으로 방귀를 뀌는 소년은 친구들이 다른 핵심 문구를 말하기 전에 "세이프티"라고 말하거나 나무를 만져야 한다. 그렇지 않으면 그들은 그를 때릴 수 있다. (방귀를 놀이나 무기로 만드는 것은 보통 소년들이다.)
59. ↑  조 시베와 (February  4, 2011). “차폰다: 아차, 내가 실수했어, 방귀 뀌어도 돼!”. 《마레비 포스트》. July 14, 2011에 원본 문서에서 보존된 문서. March  2, 2011에 확인함.
60. 1 2  Kean, Sam (2018). 《Tummy Trouble》. 《증류》 4 (과학사 연구소). 5쪽. 2018년 6월 26일에 확인함.
61. ↑  ABC 남부 퀸즐랜드: "스키피가 소의 방귀를 멈추고 지구 온난화를 끝낼 수 있을까?" 2006년 2월 3일. 오류의 예시. 기사에서는 메테인이 방귀를 통해 배출되는지 트림을 통해 배출되는지 명시하지 않지만, 헤드라인 작성자는 방귀를 통해 배출된다고 가정하는 것으로 보인다. 보관됨 10월 14, 2007 - 웨이백 머신
62. ↑  노왁, 레이첼 (2004년 9월 24일). “트림 백신으로 온실가스 감축”. 《뉴 사이언티스트》.
63. ↑  [http://www.mycattle.com/health/dsp_health_article.cfm?storyid=10045 "소의 트림이 심각한 가스 문제로 불려—지구 온난화 우려로 메테인 감축 노력." 보관됨 8월 13, 2004 - 웨이백 머신 게리 폴라코비치. 로스앤젤레스 타임스, 2003년 7월 13일.
64. ↑  아우구스티노 성인 (1966). 〈제14권, 제24장〉. 《이교도에 맞서는 하느님의 도성》 (라틴어) IV. 번역 레빈, 필립. 매사추세츠주 케임브리지: 하버드 대학교 출판부. 389–391쪽.
65. ↑  Hewitt, Peter (2002년 5월 24일), 《Thunderpants》 (코미디, 가족, SF), CP Medien AG, Mission Pictures, Pathé Pictures International, 2022년 9월 8일에 확인함
66. ↑  《스쿠비 두 (5/10) 영화 클립 - 트림 및 방귀 (2002) HD》 (영어), 2015년 1월 6일, 2022년 9월 8일에 확인함
67. ↑  Engelhaupt, Erika (2015년 9월 30일). “사람들이 가끔 냄새 나는 것을 좋아하는 이유—여기에 그 이유가 있다”. 《Nationalgeographic.com》. 내셔널 지오그래픽. 2021년 5월 9일에 원본 문서에서 보존된 문서. 2021년 9월 3일에 확인함.
68. ↑  Millard, Elizabeth (2017년 11월 10일). “왜 당신은 자신의 방귀 냄새를 좋아하는가”. 《www.menshealth.com》. 맨즈 헬스. 2021년 9월 3일에 확인함.

### 일반 및 인용된 참고 문헌
- Allen, V. (2007). On Farting: Language and Laughter in the Middle Ages. Palgrave MacMillan. ISBN 978-0-312-23493-5.
- Bolin, T. D.; Stanton, R. (1997). 《Wind Breaks》. Allen & Unwin. ISBN 978-1-86448-321-5.
- Dawson, Jim (1999). 《Who Cut the Cheese?: A Cultural History of the Fart》. Ten Speed Press. ISBN 1-58008-011-1.
- Dawson, Jim (2006). 《Blame it on the Dog: A Modern History of the Fart》. Ten Speed Press. ISBN 1-58008-751-5.
- Franklin, Benjamin (2003).  Japikse, Carl, 편집. 《Fart Proudly》 (Reprint)판. Frog Ltd/Blue Snake. ISBN 1-58394-079-0.
- Persels, J., & Ganim, R. (2004). Fecal Matters in Early Modern Literature and Art: Studies in Scatology. (Chap. 1: "The Honorable Art of Farting in Continental Renaissance"). ISBN 0-7546-4116-3.
- von Schmausen, D. (2002). 《Official Rules, New World Odor International Freestyle Farting Championship》. LULU. ISBN 1435709195.